# Scopula donovani
Scopula donovani is een vlinder uit de familie spanners (Geometridae). De wetenschappelijke naam van deze soort is voor het eerst geldig gepubliceerd in 1892 door Distant.
De soort komt voor in tropisch Afrika.